# TV Büttelborn
Der Turnverein 1888 Büttelborn e.V. (TV Büttelborn) ist ein 1888 gegründeter und 1949 wiedergegründeter Sportverein. Der Verein besteht aus zehn Abteilungen. Sitz des Vereins ist in Büttelborn (Hessen).

## Geschichte
Der Verein wurde im Jahr 1888 als „Turn- und Militärverein“ gegründet. Im Gründungsjahr bestand der Verein aus 38 Turnern, neun Zöglingen und 24 inaktiven Mitgliedern. Das heutige Vereinsdomizil, die Tornhall, wurde im Jahr 1925 in Eigenregie erbaut. In den Wirren des Zweiten Weltkrieges kam das Vereinsleben völlig zum Erliegen. Der Verein wurde im Jahr 1949 als „Turnverein 1888 e.V. Büttelborn“ neu gegründet. Seit 2009 trägt der Verein den Namen „Turnverein 1888 Büttelborn e.V.“
Der Verein hat die Abteilungen und Sparten Freizeitsport, Gesundheitssport, Gymnastik,  Handball, Jazz Dance, Tennis, Tischtennis, Trampolinturnen, Volleyball und Turnen.
Früher gab es noch Badminton, Faustball, Leichtathletik und Karate im Verein. Auch eine Laienschauspielgruppe, einen Spielmannszug sowie einen Elferrat gab es im TV Büttelborn.
Im Jahr 2003 wurde an die Turnhalle eine eigene Sporthalle gebaut, die dem Vereinsleben weiteren Aufschwung gab. Der Verein hat über 1.500 Mitglieder. Vor der Corona-Pandemie 2020 betrug die Zahl der Mitglieder knapp 1.600.

## Sportliche Erfolge/ Besonderheiten
Der größte sportliche Erfolg bildete der Titel des Deutschen Handball-Meister der weiblichen B-Jugend im Jahr 1980. Die Handball-Frauen des TV Büttelborn spielten mehrere Jahre in der Regionalliga, in den 1980er Jahren die zweithöchste deutsche Spielklasse. Im Männer-Handball stieß der TV Büttelborn im Jahr 1993 bis in die dritte Runde des DHB-Pokal vor, wo er dem späteren DHB-Pokal- und Europapokalsieger TSV Milbertshofen unterlag.
Im Tennis spielten die Herren 40 Anfang des 21. Jahrhunderts in der 1. und 2. Bundesliga.
Die Trampolinturner holten 2013 zwei Medaillen bei den Deutschen Jugendmeisterschaften. 2016 wurde Louis Behre Deutscher Jugendmeister auf dem Doppel-Mini-Trampolin, Luan Aronica wurde 2024 Deutscher Jugendmeister auf dem Trampolin.
Seit 2004 gibt es den Sauerkraut-Pokal, ein großer bundesweiter Nachwuchswettkampf.
2019 machten die Trampolinturner auf sich aufmerksam, in dem sie mit ihrer Oberliga-Mannschaft mit Olympiasieger Fabian Hambüchen angetreten sind.

## Persönlichkeiten
- Ernst Feick (* 1911 in Büttelborn; † 2007 in Gießen) war von 1955 bis 1966 Präsident des Deutschen Handballbundes und hatte großen Anteil an der Vertiefung von internationalen Sportbeziehungen. Der 1911 in Büttelborn geborene Studienrat begann seine Handball-Karriere beim TV Büttelborn, ehe  er zum SV Darmstadt 98 wechselte.

## Kultur
Neben den traditionellen Veranstaltungen wie Kerb und Fastnacht, gibt es im Turnverein Büttelborn auch eigene Comedy-Veranstaltungen wie Bock uff Hessisch und BBF (Büttelborner Brivat Fernsehen).